# Дашаратха
Дашара́тха (санскр. दशरथ, букв. «имеющий 10 колесниц») — герой древнеиндийского эпоса «Рамаяна», сын Аджи и Индумати, правитель царства Айодхья из Солнечной династии.
После достижения совершеннолетия Дашаратха стал правителем царства Айодхьи. Он славился добродетелью, ловкостью и бесстрашием, но был бесплодным: ни первая его жена Каушалья, ни вторая Кайкейи, ни третья Сумитра не могли родить ему наследника. Тогда было решено провести яджну (священное жертвоприношение), на которое собралось множество жрецов, пандитов и придворных во главе с мудрецом Васиштхой. Яджня прошла успешно. Брахман, совершивший ритуалы, получил от Божества (это был Вишну) прасад и раздал его жёнам царя, после чего те смогли забеременеть. Согласно традиции, мудрец Васиштха дал имена родившимся детям. У Каушальи родился сын, и Васиштха назвал его Рама («дающий радость»), близнецов Сумитры он нарёк Лакшмана и Шатругхна («истребляющий врагов»). Младенец Кайкейи получил имя Бхарата («властвующий»).
Вторая супруга Дашаратхи — Кайкейи — была дочерью царя Кекайи из Кашмира. Однажды она спасла Дашаратху на поле боя, и тот в знак благодарности пообещал исполнить любые её два желания. По наущению своей служанки Мантары, Кайкейи попросила Дашаратху назначить правителем Айодхьи не Раму, а своего сына Бхарату, и отправить Раму и его супругу Ситу в изгнание в лес на 14 лет. Дашаратха не мог нарушить своё слово и с горечью в сердце исполнил желания своей жены. После того, как Рама, Лакшмана и Сита отправились в изгнание в лес, Дашаратха умер от разлуки со своим сыном.
Произошло это из-за того, что в юности Дашаратха был проклят слепым отшельником по имени Шравана. Однажды Дашаратха на охоте по ошибке убил стрелой сына Шраваны, который в этот момент набирал из озера воду для своего слепого отца. В отместку Шравана проклял Дашаратху на то, чтобы тот в момент смерти страдал от разлуки со своим сыном.